# جون تمبلتون جونيور
جون ماركس تمبلتون جونيور (بالإنجليزية: John Marks Templeton Jr)‏ هو جراح و رجل أعمال ومصرفي وفاعل خير أمريكي ولد في يوم 19 فبراير 1940 في نيويورك في الولايات المتحدة، تخرج من جامعة ييل بعدما درس الطب فيها وورث ثروته عن والده جون تمبلتون، أشتهر بدعمه للمؤسسات المسيحية الإنجيلية والمحافظة في الولايات المتحدة، وعرف بكونه أكثر الجمهوريين تأثيراً في ولاية بنسيلفانيا، توفي في سنة 2015.